# One Ok Rock
One Ok Rock és una banda japonesa formada a principis del 2005. Aquest és el nom d'un grup de J-rock de cinc integrants firmat sota el segell Amuse, que està tenint una recent fama.

## Membres del grup
Taka: Vocal
- Grups anteriors: NewS (Johnny's Entertaintment)
- Data de naixement: 17.04.1988
- Ciutat: Tokyo
- Informació extra: Va tenir problemes amb el seu pare així que, quan els seus pares es varen separar, va adoptar el cognom de la seva mare.

Toru: Vocal i Guitarra
- Grups anteriors: Heads
- Data de naixement: 07.12.1988
- Ciutat: Osaka
- Informació extra: A més a més d'escriure alguna cançó per al grup, també ho fa per al grup Snailramp.

Ryota: Baix
- Grups anteriors: Heads
- Data de naixement: 04.09.1989
- Ciutat: Osaka

Tomoya: Bateria
- Data de naixement: 27.06.1987
- Ciutat: Hyôgo
- Informació extra: Té un gat com a mascota i és qui escriu més entrades al blog.

## Ex-membres
Alex: Guitarra
- Data de naixement: 18.03.1988
- Ciutat: San Francisco
- Informació extra: Ha fet de model fotogràfic
- Causa de la seva marxa: Una nit que va beure més del compte, va agafar el tren per a tornar cap a casa. Allí dintre, va assetjar a una noia. Ella, que es va enfadar, va manifestar la queixa que va ser escoltada per uns policies que es trobaven a dins el tren, a punt de començar el seu torn. Alex va ser detingut però va ser alliberat l'endemà. A causa d'aquest fet, el grup va quedar suspès i Alex va assumir la culpa: va marxar del grup perquè els altres membres poguessin seguir dedicant-se al món de la música.

## Informació
A l'estiu del 2005, Toru va començar a formar el grup amb els seus amics d'Institut l'Alex i en Ryota. Van començar a elegir el seu paper en el grup i al cap de poc en Taka, l'antic integrant de NEWS, es va unir. Els quatre nois van centrar les seves vides artístiques al voltant de l'àrea de Tokio.
El 2006, independentment, llançaven 2 mini àlbums. Igual que les seves vendes d'àlbums, la seva participació en festivals aquell estiu va ser reconeguda a la rodalia de Tokio, i van començar a vendre les seves gravacions a botigues estrangeres. En el seu següent concert al setembre, van recollir molts fans i el desembre van llançar un segon mini-àlbum. Més de 500 persones van assistir en el seu primer oneman en el Shinjuku Loft, això va ser una excel·lent notícia per al grup, ja que no s'havien donat a conèixer durant gaire temps. El març de 2007 Tomoya oficialment s'incorporava al grup, que per primera vegada faria el seu debut amb un bateria. El 25 d'abril treien el seu primer single Naihi Shinsho.
Aquest single es va sentir des de diferents emissores de ràdio per tota la nació, la qual cosa els va donar més fans i també un acord d'enregistrament amb la companyia major Amuse. El seu segon single "Yume Yume" va ser llançat el 25 de juliol. En el 2007, també tindrien una gira nacional que començaria a l'agost.
El grup proposava el nom One O'Clock perquè l'únic moment en què podia practicar en conjunt, era a la una en punt; així i tot van optar per One Ok Rock. Encara aquest canvi, la pronunciació japonesa d'One Ok Rock és wanokurokku que sona com l'Una en punt.

## Discografia
- Albums

[2007.11.21] Zeitakubyō (ゼイタクビョウ; Luxury Criticism) 
[2008.05.28] BEAM OF LIGHT 
[2008.11.12] 感情エフェクト (Kanjō Effect)
[2010.06.09] Niche Syndrome
[2011.10.05] Zankyo Reference (残響リファレンス?; Zankyō Rifarensu)
[2013.03.06] Jinsei×Boku= (人生×僕=; Jinsei Kakete Boku wa)
[2015.02.11] 35xxxv (llegir com trenta cinc o Sātīfaibu)
[2015.09.25] 35xxxv (Edició de Luxe)
[2017.01.11] Ambitions (versió en nipó)
[2017.01.13] AMBITIONS (versió en anglès)
- Mini-Albums

[2006.07.26] ONE OK ROCK 
[2006.12.16] Keep it real 
- Singles

[2007.04.25] Naihi Shinsho (内秘心書; Letter to My Secret Bottom Layer of Skin) 
[2007.07.25] Yume Yume (努努-ゆめゆめ-; Dream Dream) 
[2007.10.24] Etcetera (エトセトラ) #29 
[Single anulat] Arround the shounen word
[2010.02.03] Kanzen Kankaku Dreamer
- DVDs

[2008.03.19] Yononaka Shredder (世の中シュレッダー; Society Shredder)